# Grube Dorp
Die Grube Dorp war ein Kalkstein-Steinbruch im Oberdevonischen Massenkalk im Westen Wuppertals im Stadtbezirk Elberfeld-West. Der bei Varresbeck nordöstlich gelegene Steinbruch war nach der Ortslage Auf dem Dorp benannt. Südlich der Grube verlief die Bahnstrecke Düsseldorf-Derendorf–Dortmund Süd. Im Westen war die Grube Eskesberg benachbart. Zwischen den beiden Gruben verblieb ein Gesteinssockel auf dem der Varresbeck nach Süden fließt.
In den 1920ern wurde hier der sogenannte Elberfelder Marmor gefunden, der in den Medien Aufmerksamkeit erlangte.
Die Grube maß in der West-Ost-Ausdehnung rund 230 Meter und in der Nord-Süd-Ausdehnung rund 210 Meter. Nach der Einstellung des Abbaus in den 1940er Jahren wurde das Gelände 1957 von der Stadt Wuppertal übernommen. Die Grube füllte sich mit Grundwasser und wurde dann kurze Zeit als Badesee genutzt. Später wurde die Grube als Deponie für Trümmer- und Bauschutt aus dem Zweiten Weltkrieg genutzt. Später überließ man die verfüllte Grube sich selbst, mit vorsichtigen Schritten gewann die Natur das Gelände zurück. Das Areal mit 8,5371 Hektar ist nun seit 2005 als Naturschutzgebiet ausgewiesen.
Der Ringofen Dorp ist vergraben noch vorhanden und als Bodendenkmal geschützt.